# BB&T Atlanta Open 2013
Il BB&T Atlanta Open 2013 è stato un torneo di tennis giocato sul cemento.
È stata la 26ª edizione dell'evento, che fa parte della categoria ATP World Tour 250 series nell'ambito dell'ATP World Tour 2013. 
Si è giocato all'Atlantic Station di Atlanta negli USA dal 20 al 28 luglio 2013.

## Partecipanti

### Teste di serie
| Giocatore      | Nazionalità   | Ranking* | Testa di serie |
| -------------- | ------------- | -------- | -------------- |
| John Isner     | Stati Uniti   | 21       | 1              |
| Kevin Anderson | Sudafrica     | 23       | 2              |
| Ivan Dodig     | Croazia       | 37       | 3              |
| Radek Štěpánek | Rep. Ceca     | 48       | 4              |
| Igor Sijsling  | Paesi Bassi   | 55       | 5              |
| Lu Yen-hsun    | Taipei cinese | 60       | 6              |
| Mardy Fish     | Stati Uniti   | 62       | 7              |
| Lleyton Hewitt | Australia     | 65       | 8              |

* Ranking al 15 luglio 2013.

### Altri partecipanti
Giocatori che hanno ricevuto una wild card:
- Christian Harrison
- Denis Kudla
- Rhyne Williams

Giocatori passati dalle qualificazioni:

- Matthew Ebden
- Kevin King
- Tim Smyczek
- Miša Zverev

## Campioni

### Singolare
John Isner ha sconfitto in finale  Kevin Anderson per 6(3)–7, 7–6(2), 7–6(2).
- È il settimo titolo in carriera, secondo dell'anno.

### Doppio
Édouard Roger-Vasselin /  Igor Sijsling hanno sconfitto in finale  Colin Fleming /  Jonathan Marray per 7–6(6), 6-3.